# Cement (histologia)

Budowa zęba

Cement zęba, kostniwo – jedna z tkanek twardych zęba, zmineralizowana, o budowie podobnej do kości zbitej, pokrywająca zębinę korzeniową w zębach szkliwoguzkowych (wtedy koronę zęba pokrywa szkliwo) lub cały ząb szkliwofałdowy ssaków roślinożernych.
Anatomicznie cement stanowi integralną część zęba, jednak funkcjonalnie wraz z ozębną i włóknami kolagenowymi elastycznie umocowuje ząb w zębodole i jest zaliczany do przyzębia. Ma żółtawe zabarwienie. Jest wytwarzany przez cementoblasty lub fibroblasty ozębnej.
Wyróżnia się 4 rodzaje cementu korzeniowego:
- bezkomórkowy cement bezwłóknisty (AAZ) – odkładany w przyszyjkowej okolicy szkliwa (na powierzchni szkliwa), przed erupcją zęba lub jeszcze na jej początku, prawdopodobnie przez cementoblasty;
- bezkomórkowy cement obcowłóknisty (AFZ) – produkowany przez fibroblasty przed i po erupcji; znajduje się głównie w górnej ⅓ korzenia i jego włókna biegną głównie poziomo; w okolicy wierzchołka stanowi część ZGZ;
- komórkowy cement własnowłóknisty (ZEZ) – wytwarzany przez cementoblasty przed- i posterupcyjnie; nie zawiera obcych włókien Sharpeya, zawiera cementocyty i jest głównie składową ZGZ; znajduje się w dolnych ⅔ korzenia oraz w okolicy furkacji; również funkcję reparacyjną (wypełnia miejsca resorpcji i pęknięć cementu);
- komórkowy cement z włóknami mieszanymi (ZGZ) – produkowany przez cementoblasty oraz fibroblasty i stanowi połączenie AFZ i ZEZ.

Największe znaczenie spośród nich mają AFZ i ZGZ.